# Рогозьно
Рогозьно (пол. Rogoźno, нім. Rogasen) — місто в західній Польщі, на річці Велна.

## Демографія
Демографічна структура станом на 31 березня 2011 року:
|          | Загалом | Допрацездатний вік | Працездатний вік | Постпрацездатний вік |
| -------- | ------- | ------------------ | ---------------- | -------------------- |
| Чоловіки | 5579    | 1258               | 3846             | 475                  |
| Жінки    | 5782    | 1163               | 3502             | 1117                 |
| Разом    | 11361   | 2421               | 7348             | 1592                 |

## Відомі уродженці
- Роман Орлик